# Curtiss-Wright AT-9
Curtiss-Wright AT-9 byl dvoumotorový cvičný letoun pro pokročilý výcvik, zařazený do služby od roku 1941 u USAAF (po přejmenování v roce 1947 USAF).

## Vývoj
Curtiss-Wright AT-9 byl používán k překlenutí rozdílu mezi jedno- a dvojmotorovými bojovými letouny. Prototyp vzlétl v roce 1941 a produkční verze byla zavedena do služby v roce 1942.
Prototyp měl látkou potažený trup trubkové konstrukce i ocasní plochy, ale produkční stroje už byly celokovové.
Letání a přistávání s AT-9 nebylo jednoduché, což bylo obzvláště vhodné pro zaškolení pilotů v ovládání výkonných, vícemotorových letounů nové generace jako byly Martin B-26 a Lockheed P-38.

## Varianty

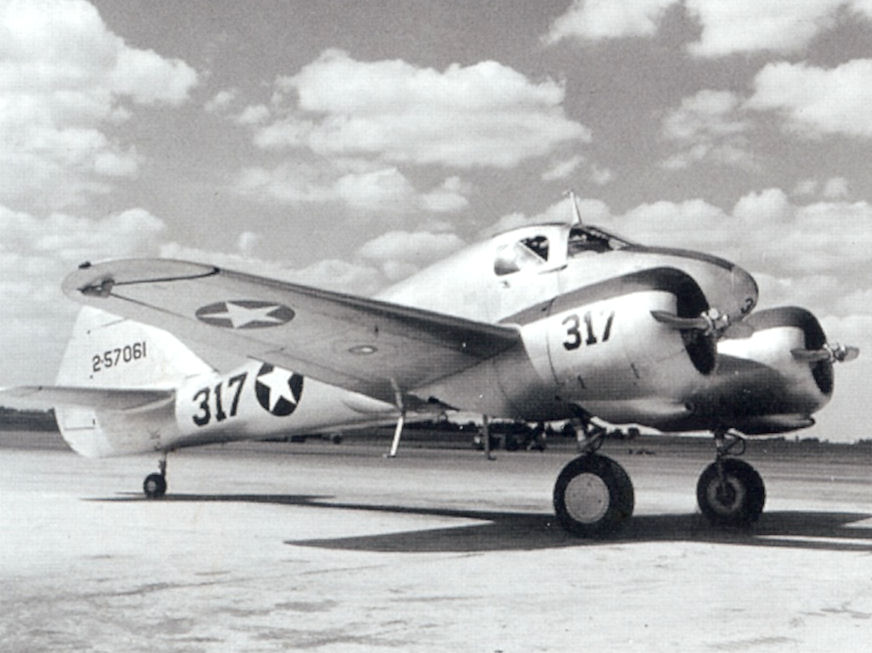
Curtiss-Wright AT-9

CW-25
prototyp s látkovým potahem trupu a ocasních ploch
AT-9
produkční stroje s celokovovým potahem a dvěma hvězdicovými motory Lycoming R-680-9. Postaveno 491 kusů.
AT-9A
AT-9 s motory Lycoming R-680-11 a přepracovaným hydraulickým systémem. Postaveno 300 kusů do ukončení produkce v únoru 1943.

## Uživatelé
Spojené státy americké
- USAAF
- USAF

## Dochované exempláře
Dva AT-9 a jeden AT-9A jsou ve sbírce Národního muzea letectva Spojených států amerických nacházejícího se na Wright-Pattersonově základně poblíž Daytonu v Ohiu.

## Specifikace (AT-9)

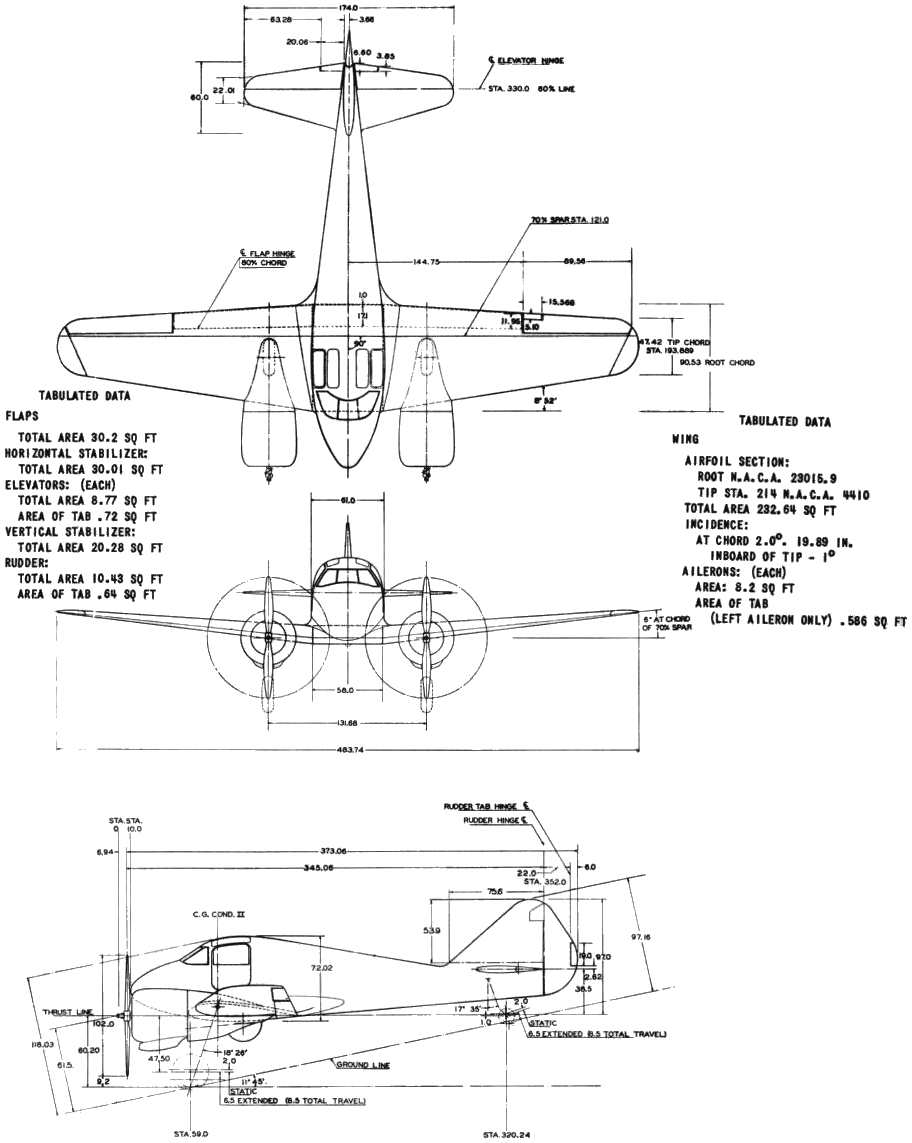
Třípohledový nákres AT-9

### Technické údaje
- Osádka: 2
- Délka: 9,65 m
- Rozpětí křídla: 12,29 m
- Výška na zemi: 2,99 m
- Nosná plocha: 21,7 m²
- Hmotnost prázdného letounu: 2 011kg
- Vzletová hmotnost : 2 749kg
- Plošné zatížení křídla: 125 kg/m²
- Pohonné jednotky: 2 × Lycoming R-680-9 devítiválcový vzduchem chlazený hvězdicový motor, každý o výkonu 220 kW (299 k)
- Poměr tahu a hmotnosti: 0,16 kW/kg

### Výkony
- Maximální rychlost: 317 km/h
- Dolet: 1 207 km
- Dostup: 5 791 m